# Ronde van Italië 2019/Twintigste etappe
De twintigste etappe van de Ronde van Italië 2019 is een rit over 193 kilometer tussen Feltre en Croce d'Aune (Monte Avena). De laatste bergetappe van deze etappe voert door de Dolomieten. Voor de renners staan de beklimmingen van de Cima Campo (18,7 kiloemter à 5,9 procent), de Passo Manghen (18,9 kilometer à 7,6 procent), de Passo Rolle (20,6 kilometer à 4,7 procent), de klim naar Aune (11,1 kilometer à 5,5 procent) en ten slotte de Monte Avena (6,9 kilometer à 7,3 procent) op het menu. Renners die op afstand staan in het klassement zullen van ver moeten aangaan om het zicht op het roze te behouden. Slechts kleine tijdsverschillen kunnen in de slotrit worden goedgemaakt.
| Feltre – Croce d'Aune (Monte Avena) (193 km) |                    |                    |          |
| Plaats                                       | Naam               | Ploeg              | Tijd     |
| 1                                            | Peio Bilbao        | Astana Pro Team    | 5u46'02" |
| 2                                            | Mikel Landa        | Movistar Team      | z.t.     |
| 3                                            | Giulio Ciccone     | Trek-Segafredo     | + 2"     |
| 4                                            | Richard Carapaz    | Movistar Team      | + 4"     |
| 5                                            | Vincenzo Nibali    | Bahrain-Merida     | z.t.     |
| 6                                            | Tanel Kangert      | EF Education First | + 15"    |
| 7                                            | Mikel Nieve        | Mitchelton-Scott   | z.t.     |
| 8                                            | Valentin Madouas   | Groupama-FDJ       | + 25"    |
| 9                                            | Rafał Majka        | BORA-hansgrohe     | + 44"    |
| 10                                           | Domenico Pozzovivo | Bahrain-Merida     | z.t.     |
|                                              |                    |                    |          |
| 13                                           | Bauke Mollema      | Trek-Segafredo     | + 48"    |
| 52                                           | Thomas De Gendt    | Lotto Soudal       | + 21'49" |

| Algemeen klassement |                    |                        |            |
| Plaats              | Naam               | Ploeg                  | Tijd       |
| Roze trui           | Richard Carapaz    | Movistar Team          | 89u38'28"  |
| 2                   | Vincenzo Nibali    | Bahrain-Merida         | + 1'54"    |
| 3                   | Mikel Landa        | Movistar Team          | + 2'53"    |
| 4                   | Primož Roglič      | Team Jumbo-Visma       | + 3'16"    |
| 5                   | Bauke Mollema      | Trek-Segafredo         | + 5'51"    |
| 6                   | Miguel Ángel López | Astana Pro Team        | + 7'18"    |
| 7                   | Rafał Majka        | BORA-hansgrohe         | + 7'28"    |
| 8                   | Simon Yates        | Mitchelton-Scott       | + 8'01"    |
| 9                   | Pavel Sivakov      | Team INEOS             | + 9'11"    |
| 10                  | Ilnoer Zakarin     | Team Katjoesja Alpecin | + 12'50"   |
|                     |                    |                        |            |
| 39                  | Pieter Serry       | Deceuninck–Quick-Step  | + 1u32'16" |

1e etappe ·
2e etappe ·
3e etappe ·
4e etappe ·
5e etappe ·
6e etappe ·
7e etappe ·
8e etappe ·
9e etappe ·
10e etappe ·
11e etappe ·
12e etappe ·
13e etappe ·
14e etappe ·
15e etappe ·
16e etappe ·
17e etappe ·
18e etappe ·
19e etappe ·
20e etappe ·
21e etappe
Startlijst · Eindstanden · Afbeeldingen